# Ворик
Во́рик (англ. Warwick; [ˈwɒrɪk]) — місто в Англії, адміністративний центр графства Ворикшир. Розташовано на березі річки Ейвон. Кількість населення становить 25 434 чоловік (2001).

## Замок

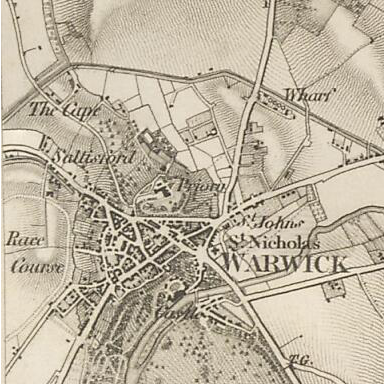
Карта Ordnance Survey міста 1834 року публікації; замок на південь від поселення біля річки Ейвон

Діяльність людини на місці поселення зафіксовано з часів неоліту. Місто насамперед відоме завдяки Ворикському замку, будівництво якого почалось 1068 року. Нині в замку відкрито експозицію воскових фігур, що демонструє деталі побуту середньовічного придворного суспільства (на першому поверсі) й аристократії XIX століття (на другому поверсі).